# Pena de morte na Arábia Saudita
A pena de morte é uma pena legal na Arábia Saudita. O país realizou pelo menos 158 execuções em 2015, pelo menos 154 em 2016, pelo menos 146 em 2017, pelo menos 149 em 2018, e com possivelmente 184 execuções em 2019.
As sentenças de morte na Arábia Saudita são pronunciadas quase exclusivamente com base no sistema de discrição de sentença judicial (tazir), em vez de punições prescritas pela Sharia (hudud), seguindo o princípio clássico de que as penalidades por hudud devem ser evitadas, se possível. O aumento das sentenças de morte nas últimas décadas resultou de uma reação concertada do governo e dos tribunais ao aumento de crimes violentos durante a década de 1970 e paralelo a desenvolvimentos semelhantes nos EUA e na China continental no final do século XX. Apesar de ter assinado a Convenção sobre os Direitos da Criança, a Arábia Saudita executou criminosos que eram menores na época do crime até 26 de abril de 2020, quando a pena de morte contra menores foi abolida por decreto real.

## Métodos

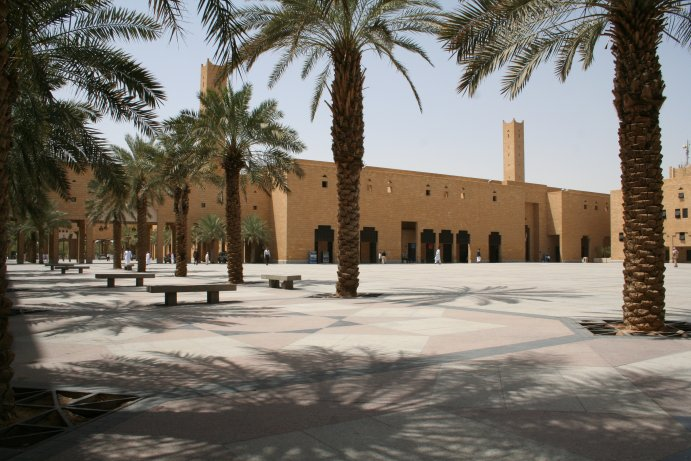
Dira Square, no centro de Riad. Conhecida localmente como "praça Chop-chop", é o local das decapitações públicas

A Arábia Saudita tem um sistema de justiça criminal baseado em uma forma rígida e literal da sharia, refletindo uma interpretação particular do Islã sancionada pelo Estado.
Um relatório recente da Organização Saudita Europeia para os Direitos Humanos (ESOHR) afirma que o número de decapitações no reino durante o primeiro trimestre de 2018 aumentou mais de 70% em comparação com o mesmo período de 2017.
Normalmente, uma decapitação pública ocorre por volta das 9h. A pessoa condenada é levada para a praça e se ajoelha na frente do carrasco. O carrasco usa uma espada conhecida como sultão para remover a cabeça da pessoa condenada do corpo no pescoço. Depois que a pessoa condenada é declarada morta, um policial anuncia os crimes cometidos pelo condenado decapitado e o processo está concluído. O funcionário pode fazer o anúncio antes da execução real. Este é o método mais comum de execução na Arábia Saudita, porque é especificamente exigido pela lei da Sharia. Executores profissionais decapitam até 10 pessoas em um único dia.
Às vezes, a crucificação do corpo decapitado é ordenada. Por exemplo, em 2009, o Saudi Gazette informou que "um tribunal de Abha havia condenado o líder de uma gangue armada à morte e crucificação de três dias (exibição pública do corpo decapitado) e outros seis membros da gangue a decapitação por seu papel em assaltos a lojas em Asir." (essa prática se assemelha a gibbeting, na qual todo o corpo é exibido).
Em 2003, Muhammad Saad al-Beshi, a quem a BBC descreveu como "o principal carrasco da Arábia Saudita", deu uma rara entrevista ao Arab News. Ele descreveu sua primeira execução em 1998: "O criminoso foi amarrado e vendado. Com um golpe da espada, cortei sua cabeça. Rolou metros de distância... As pessoas ficam surpresas com a rapidez com que [a espada] pode separar a cabeça do corpo." Ele também disse que, antes de uma execução, ele visita a família da vítima para pedir perdão ao criminoso, o que pode levar à sua vida poupada. Uma vez que a execução avança, sua única conversa com o prisioneiro é dizer-lhe para recitar a declaração de crença muçulmana, a Shahada. "Quando eles chegam à praça da execução, sua força se esvai. Depois li a ordem de execução e, a um sinal, cortei a cabeça do prisioneiro", disse ele.

## Críticas
O uso da decapitação pública como método de pena de morte e número de execuções atraiu fortes críticas internacionais. Várias execuções, principalmente de trabalhadores estrangeiros, provocaram protestos internacionais.
Em junho de 2011, Ruyati binti Satubi, uma empregada indonésia, foi decapitada por matar a esposa de seu empregador, depois de anos de abuso. Um vídeo da execução, publicado on-line, atraiu muitas críticas.
Em setembro de 2011, um trabalhador migrante sudanês foi decapitado por feitiçaria, uma execução que a Anistia Internacional condenou como "terrível".
Em janeiro de 2013, uma criada do Sri Lanka chamada Rizana Nafeek foi decapitada após ser condenada por assassinar uma criança sob seus cuidados, uma ocorrência que ela atribuiu ao engasgo da criança. A execução provocou condenação internacional das práticas do governo e levou o Sri Lanka a chamar seu embaixador.
Estes não são casos isolados. Segundo dados da Anistia Internacional, em 2010, pelo menos 27 trabalhadores migrantes foram executados e, em janeiro de 2013, mais de 45 empregadas estrangeiras estavam no corredor da morte aguardando execução.
Na prática, a pena de morte também foi usada para condenar manifestantes políticos. Ali al-Nimr e Dawoud al-Marhoon foram presos aos 17 anos de idade em 2012 durante os protestos da Primavera Árabe na Província Oriental, torturados, forçados a confessar e condenados à decapitação em 2014 e 2015. O sheikh Nimr al-Nimr, um sheikh independente e crítico do governo saudita e popular entre os jovens, também foi preso em 2012 e condenado à morte pelo Tribunal Penal Especializado em 2014 por seu papel no incentivo à política protestos. Nimr al-Nimr foi executado em 2 de janeiro de 2016, junto com outras 46 pessoas, a maioria terroristas presos na década de 2000. Das fontes disponíveis sobre o caso Nimr al-Nimr, parece que as autoridades sauditas usam o termo " terrorismo " como uma capa para "crimes de pensamento", que em outros países seriam considerados trabalho normal de um político da oposição.
Nunca houve um relatório credível de um cidadão ocidental sendo executado judicialmente na Arábia Saudita, embora outros estrangeiros, principalmente filipinos e pessoas de outros países muçulmanos, tenham sido condenados à morte. 